# Гайденко, Игорь Анатольевич
Игорь Анатольевич Гайденко  (род. 11 января 1961 г., пгт Хорошево Харьковского р-на Харьковской обл.) — украинский композитор, педагог, кандидат искусствоведения (2005), доцент (2009), заведующий кафедрой оркестровых инструментов Харьковской государственной академии культуры.

## Биография
Игорь Анатольевич Гайденко родился 11 января 1961 в пгт. Хорошево Харьковской области. Его отец — известный украинский композитор Анатолий Павлович Гайденко. Окончил Харьковский институт искусств в 1985 году — класс фортепиано Н. Ещенко, в 1990 году — класс композиции В. Золотухина. Далее молодой композитор прошёл ряд стажировок в Европе — (Казимеж-Дольны, Польша , 1991), в Американской консерватории (Фонтенбло , Франция , 1992), где преподавали композиторское дело ведущие художники из разных европейских стран и США. Осваивал композиторские технологии в ассистентуре-стажировке (композиция) Санкт-Петербургской консерватории (1990—1993, проф. С. Слонимский). В 2006 году защитил кандидатскую диссертацию «Роль музыкальных компьютерных технологий в современной композиторской практике».
Преподавательскую деятельность начал в Харьковском лицее искусств. В 2016 году начал преподавать в Харьковской государственной академии культуры. С 2017 года возглавляет кафедру оркестровых инструментов ХГАК. Преподает учебные дисциплины: «Основы композиции», «Аранжировка», «Основы импровизации». Кроме того, работает на кафедре композиции и инструментоведения в Харьковском национальном университете искусств имени И. Котляревского.
За тридцать лет композиторской деятельности создал огромное количество музыкальных произведений, разнообразных по жанрам, направлениям и формам. В частности, композитор является автором симфонической и камерно-оркестровой музыки, ряда инструментальных концертов (для фортепиано с оркестром «Слобожанский», для бандуры с оркестром «Харьковский», для цимбалов с оркестром «Солнечный круг», для баяна с оркестром хоровых произведений для разных составов, вокальных циклов и романсов, камерно-инструментальных и камерно-вокальных ансамблей, большого количества инструментальных композиций (в частности для фортепиано, кларнета, тромбона, тубы, бандуры и голоса и т. п.), а также большого количества театральной музыки, среди которой выделяются опера, мюзиклы, саундтреки для музыкальных представлений и другие.
Музыкальные произведения И. А. Гайденко исполняются на концертных площадках Украины и за ее пределами, входят в педагогический репертуар музыкальных школ, училищ и ВУЗов Украины. В творческом наследии значительную часть занимает музыка для театра — около сотни спектаклей с музыкой И. Гайденко идут в музыкальных, драматических и кукольных театрахУкраины и зарубежья. Им написано более 50 музыкально-театральных работ, неоднократно звучавших в постановках музыкально-драматических театров многих городов Украины и за рубежом. И именно творчество в области театральной музыки автора естественно отразилось и на его композициях, написанных в других жанрах, в том числе и на хоровых опусах.
Кроме собственно творческой, то есть композиторской деятельности Игорь Анатольевич Гайденко проводит активную работу как педагог, ученый, общественный деятель и т. д. В качестве учёного он исследует проблему использования компьютерных технологий в работе современного композитора. Творческая лаборатория Игоря Гайденко не ограничивается использованием отдельных стилевых, жанровых или технологических ориентиров. Музыка композитора демонстрирует его открытость к разным художественным направлениям и системам. А это и джаз, и неофольклор, и необарокко, и авангардные техники и т. д. Музыкант имеет свою студию
И. А. Гайденко — председатель правления Харьковской организации Национального союза композиторов Украины, постоянный член комиссии по аттестации народных коллективов при Харьковском областном совете. Входит в состав Комитета по назначению ежегодных премий и именных стипендий Харьковской облгосадминистрации и Харьковского областного совета в области культуры и искусства.
Деятельность композитора и его творческие наработки отмечены рядом почетных государственных и региональных званий и премий, а также наград композиторских конкурсов. Гайденко является лауреатом Всеукраинского конкурса композиторов им. В. Косенко (1995), лауреатом I Международного конкурса музыки для бандуры им. Г. Китастого в Канаде (2000), лауреатом Харьковской муниципальной премии им. И. Слатина (2000), Международного конкурса композиторов в Торонто (2001), награждён призом за лучшее произведение на ІІІ открытом конкурсе юных бандуристов им. Г. Хоткевича(Харьков, 2007), награжден дипломом за лучшую аранжировку на вокальном конкурсе «Брависимо» (Харьков, 2007). В 2003 г. И. Гайденко вошел в рейтинг «Харьковчанин года». Награжден Почетным серебряным знаком за неоценимый вклад в развитие Харьковского академического театра музыкальной комедии в 2014 году.

## Основные труды
- Гайденко И. А. Практика использования числовой последовательности Леонардо Пизанского в произведении Fibonacciphonia для оркестра / Гайденко И. А. // Культура Украины. Серия: Искусствоведение: сб. науч. пр. / М-во культуры Украины, Харьков. гос. акад. культуры; [редкол.: В. М. Шейко (отв. ред.) и др.]; под общ. ред. В. М. Шейко. — Харьков: ХГАК, 2017. — Вып. Пятьдесят шестой — С. 244—253.
- Гайденко И. А. Опыт оркестрования в программном комплексе Steinberg Dorico / Гайденко И. А. // Культура Украины. Серия: Искусствоведение: сб. науч. пр. / М-во культуры Украины, Харьков. гос. акад. культуры; [редкол.: В. М. Шейко (отв. ред.) и др.]; под общ. ред. В. М. Шейко. — Харьков: ХГАК, 2018. — Вып. Шестьдесят один. — С. 16-23.
- Гайденко И. А. Опыт создания музыкального клипа с использованием дистанционных методов / И. А. Гайденко // Культурология и социальные коммуникации: инновационные стратегии развития: материалы междунар. науч. конф. (26-27 ноябрь 2020 г.) / М-во культуры и информ. политики Украины, М-во образования и науки Украины, Харьков. гос. акад. культуры, нац. акад. искусств Украины; [редкол.: В. М. Шейко и др.]. — Харьков: ХГАК, 2020. — С. 251—253.
- Гайденко И. А. Откидач Владимир Николаевич / И. А. Гайденко // Энциклопедия Современной Украины / Редкол.: И. М. Дзюба, А. И. Жуковский, М. Г. Железняк [и др.]; НАН Украины. — Киев, 2022. — Т. 24.
- Гайденко И. А. Проблема музыкально-теоретической литературы в украинском образовательном пространстве / И. Гайденко // Источник педагогических инноваций. Образовательные инновации во внешкольном образовании: современный взгляд, практика и внедрение. — 2022. — № 1 (37). — С. 22-29.
- Гайденко И. А. О замещении советских учебников / И. А. Гайденко // Культурология и социальные коммуникации: инновационные стратегии развития: материалы междунар. науч. конф. (17-18 ноябрь 2022 г.) / М-во культуры и информ. политики Украины, М-во образования и науки Украины, Харьков. гос. акад. культуры, нац. акад. искусств Украины; [отв. за вып. Ю. И. Лошков ]. — Харьков: ХГАК, 2022. — С. 309—311.
- Нотные издания
- Гайденко И. «Старая мельница»: инструмент. пьеса для бандуры // Юный бандурист: сб. совр. произведений: метод. изд. — Харьков: ГЛАС, 2003. — С.40-43.
- Гайденко И. «Ой, ты птичка» (на текст Гр. Сковороды): пьеса для голоса и бандуры // Юный бандурист: сб. совр. произведений: метод. изд. Вып. 2. ― Харьков: ГЛАС, 2005. ― С.4 ― 8.
- Гайденко И. «Марийка»: инструмент. пьеса для бандуры // Юный бандурист: сб. совр. произведений: метод. изд. Вып. 2. ― Харьков: ГЛАС, 2005.― С.37-38.
- Гайденко И. «Танец»: инструмент. пьеса для бандуры // Юный бандурист: сб. совр. произведений: метод. изд. Вып. 2. ― Харьков: ГЛАС, 2005. ― С.38-39.
- Гайденко И. «Солнечный круг»: концерт для цимбал с оркестром // С. Ф. Мельничук Концертные произведения для цимбал. ― Ровно: Зенит, 2007. ― С.40-67.
- Гайденко И. «Дзыгаря» // Юный бандурист: сб. совр. произведений. Вып.3. / сост. Л. Мондюк. ― Харьков: Стиль, 2007. ― 63 с.
- Гайденко И. «Кузнецы» // Юный бандурист: сб. совр. произведений. Вып. 9. / сост. Л. Мондюк. ― Харьков: Стиль, 2019. ― С. 30-31.

## Музыкальные произведения
- 1983

- «Дождик» для хора с сопровождением.
- 1984

- Три прелюдии для фортепиано.
- Соната для фортепиано.
- 1985

- «Вариации в стиле Jazz-rock» для фортепиано.
- 1988

- «Котился горшок» для хора на народный текст.
- «Ой, жалко мой, жалко» для хора на текст И. Франко.
- «Silentium» для хора на текст Й. Мандельштама.
- 1989

- Пять черных фуг для фортепиано.
- Музыка к спектаклю «Мина Мазайло» по пьесе М. Кулиша — Харьков, Березиль, Гран-при на межрегиональном фестивале НАЧАЛО, 1990.
- «Sinfonia» для симф. оркестра.
- 1990

- Мюзикл «Сошли в дураки» по пьесе М. Кропивницкого — Луганский украинский театр, Крымский украинский музыкальный театр (1992).
- 1991

- Музыка к спектаклю «Ночь на горной долине» за О. Олесем — театральное отделение ХІМ, Чернигов, театр им. Шевченко, (1992).
- «Концерт для струнных и духовых».
- 1992

- Камерная кантата «Шесть женских песен на древние народные тексты» — фестиваль «Музыкальные ассамблеи», Харьков (1993).
- Музыка к спектаклю «Рони, дочь разбойника» — ТЮЗ, Харьков.
- «Solo for Kelley» для скрипки — Фонтенбло (Франция), концертное исполнение (Kelly Hall).
- 1993

- «Метаморфозы» для баяна, рояля, скрипки и виолончели — фестиваль «Музыка молодых» (1995), Мюзик фест" (1997).
- Музыка к спектаклю «Республика на колесах» по пьесе Я. Мамонтова — Чернигов, театр им. Шевченко.
- 1994

- Музыка к спектаклю «Крошка Цахес» — Харьков, ТЮЗ
- Музыка к спектаклю «Женитьба» по Гоголю — Чернигов, театр им. Шевченко.
- Музыка к спектаклю «Скотоводня» по Дж. Оруэлу — Харьков, театр кукол.
- 1995

- «Транскрипция» для квинтета деревянных духовых.
- Музыка к пьесе К. Гольдони «Кйоджинские перепалки» — Харьков, театр «Березиль».
- Музыка для циркового номера С. Дидика — вторая премия на цирковом конкурсе в Китае, гастроли в КНР и США.
- Музыка к сказке А. Толстого «Золотой ключик» — театр кукол (Харьков, Тула, Москва).
- Музыка к сказке Аксакова «Аленький цветочек» — Тула, кукольный театр.
- Музыка к спектаклю «Дон Жуан» — Харьков, театр кукол (не поставили).
- Сюита для фортепиано — Мюзик фест 1998.
- «Тропи» для фортепиано — исполнялись автором на концерте памяти Б. Лятошинского.
- Музыка к сказке «Царевна-Лягушка» — Тула, театр кукол.
- Музыка к рекламным роликам концерна «Станк».
- 1996

- Музыка к спектаклю «У самовара» (по русским народным сказкам) — театр кукол, Тула, Белгород, Краснодар, Саратов.
- Музыка к сказке Я. Стельмаха «Осторожно-лев» — Харьков, ТЮЗ.
- Remix музыки к пьесе О. Олеся «Ночь на горной долине» — Киевский областной театр (Белая Церковь).
- Музыка к бешенству Бажова — театр кукол Тула, Белгород.
- Музыка к пьесе Ж. Ануя «Оркестр» — Харьков, «Березиль».
- Remix музыки к пьесе «Мина Мазайло» — Харьков, «Березиль».
- 1997

- Пьеса для компьютера «Уходя за горизонт» — Харьков, радиотрансляция.
- Музыка к пьесе Мольера «Мещанин во дворянстве» — Тула, кукольный театр.
- Водевил «Лев Гурыч Синичкин» — Сумы, Вольск, Москва, Самара.
- Remix музыкального спектакля «Рони, дочь разбойника» — Симферополь (Крымский музыкальный театр).
- Музыка к спектаклю «Снежная королева» — Тула, театр кукол, Харьков.
- 1998

- Музыка к спектаклю «Проделки великого мертвиарха» по пьесе М. Гильдерода — Тула, театр кукол.
- Вокальный цикл по текстам Богдана-Игоря Антоныча.
- Музыка к пьесе «Эквус».
- Музыка к сказке К. Гоцци «Любовь к трём апельсинам».
- Два рождественских хоров capela.
- Carol для хора, органа и электрогитары.
- 1999

- Три пьесы для бандуры: «Танец», «Марийка», «Григорию Сковороде».
- 2000

- «Старая мельница» для бандуры соло.
- «Musica militare» для кларнета, сурьмы, фортепиано и ударных.
- 2001

- «Ромео и Джульетта», опера.
- «Гамлет», музыка к спектаклю.
- 2002

- "Три напева на текст Гр. Сковороды для хора и симфонического оркестра, а также для хора и оркестра народных инструментов (фондовая запись НТРКУ).
- Sanctus для хора и симфонического оркестра.
- 2003

- «Машенька и медведь», музыка к спектаклю — Харьков, театр кукол.
- «Алые паруса», музыка к спектаклю — Тула, театр кукол.
- 2004

- «Солнечный круг», концерт для цимбал с оркестром — ІІІ международный конкурс им. Гн. Хоткевича, обязательное произведение, г. Харьков, Братислава, Киев, Минск. Сопот (2006).
- «Волшебные сны», музыка к спектаклю — Черкасский областной театр кукол.
- «ОЖГ», музыка к спектаклю Тульского театра кукол.
- «Дождик» для хора и симф. оркестра — дет. хор. Лицей искусств и оркестр ХОФ.
- 2005

- «Джельсомино в стране лжецов», музыкальная сказка — театр «Свободное пространство», г. Орел, Россия.
- 2006

- «О искусстве» для хора и симфонического оркестра.
- Веселый бандурист для бандуры.
- «Сенокис» для трех флейт.
- «Спички» для 2 кларнетов и альт-саксофона.
- «Мельница» для бандуры.
- «Мира Луны» для голоса и бандуры.
- «Ой, ты, птичка» для голоса и бандуры.
- «Девушка, хмеля» на текст Б. И. Антоныча для голоса и бандуры.
- «Песнь мечтаний» для вокального ансамбля на т. р. Лутай.
- 2007

- Концерт для бандуры с оркестром «Харьковский» — IV международный конкурс им. Гн. Хоткевича, обязательное произведение, г. Харьков.
- Музыкальная сказка «Красавица и чудовище», либретто Березки — академический театр музыкальной комедии, г. Харьков.
- «Золушка» — музыка к спектаклю Тульского кукольного театра «Золотой ключик» — музыка к спектаклю Московского городского театра кукол.
- Авторская аранжировка оперетты И. Кальмана «Сильва» для антрепризы, г. Тула.
- Музыка к телефильму «Праздник с домовушками», реж. И. Лузин.
- 2008

- «Дзыгаря» для ансамбля бандуристов.
- «Сказка» для бандуры.
- 2009

- «Concerto ritmico» для баяна с оркестром.
- 2010

- Музыка к спектаклю Терем-теремок — Самара, театр кукол.
- Два романса для голоса и ф-но на тексты И. Евсы.
- 2011

- Музыка к спектаклю «По щучьему велению» — Саратов, Харьков (2013).
- Музыка к спектаклю «Маленький принц» — «Синематограф» (Москва).
- Музыкальное представление «Кот в сапогах» — «Березиль», Харьков.
- 2012

- Концерт для фортепиано с оркестром «Слобожанский» — «Киев мюзик фест 2012».
- 2013

- Музыкальный спектакль «Авантюристы» — академический театр музыкальной комедии, г. Харьков.
- Музыка к спектаклю «Принцесса и Свинопас» — «Березиль», Харьков.
- 2014

- Музыка к спектаклю «Кто здесь самый главный?» — областной театр кукол, Запорожье.
- Музыка к спектаклю «Волк и семеро козлят» — областной академический кукольный театр, Харьков.
- Музыкальная комедия «Вождь краснокожих» — академический театр музыкальной комедии, г. Харьков.
- 2015

- Музыка к спектаклю «Приключения в волшебном лесу» — областной театр кукол, Запорожье.
- Музыка к спектаклю «Никита Кожемяка» — областной театр кукол, Запорожье.
- Музыка к спектаклю «Ивасик Телесик» — академический театр музыкальной комедии, г. Харьков.
- «Всякому огороду нрав и права», хор по тексту Гр. Сковороды — «Киев мюзик-фест 2015», капелла «Крещатик».
- 2016

- «Fibonacciphonia» для большого симфонического оркестра — Киев-мюзик фест 2016.
- Музыка к спектаклю «Кошкин дом» — Харьковский кукольный театр.
- Музыка к спектаклю «Маленький принц» — областной кукольный театр, Запорожье.
- Carol для хора и органа — ХОФ, январь 2016 года.
- «Прощай, Масленица!» для детского хора — хор «Скворушка».
- 2017

- Музыка к спектаклю «Котигорошко» — Харьковский театр кукол.
- Музыка к спектаклю «Волшебные слова» — областной кукольный театр, Запорожье.
- Музыка к антрепризе «Все как у людей».
- 2018
- Музыка к спектаклю «Мюнхгаузен» — областной театр кукол, Запорожье.
- 2019

- «Intermedia», «Evil and good», «Carnaval» для оркестра.
- Музыка к спектаклю «Кот без сапог» — областной театр кукол, Запорожье.
- 2020
- Музыка к спектаклю «Веселый урок» — областной театр кукол, Запорожье.
- «Кропивницкий» для оркестра.
- «Opening» для оркестра.
- «Король Матеуш», музыка к спектаклю.
- 2021
- «Вождь краснокожих» — Одесский театр оперетты им. М. Водяного.
- Курка Ряба — областной театр кукол, Запорожье.
- «Equus» для оркестра.
- 2022

- «Project D».
- «Криворивния».
- «Jazz Am».